# Grč Vrh
Grč Vrh je naselje v Občini Mirna Peč.